# Hanhongor
Hanhongor (mongoliska: Ханхонгор Сум, Ханхонгор, Хан хонгор) är ett distrikt i Mongoliet.   Det ligger i provinsen Ömnögobi, i den centrala delen av landet, 500 km söder om huvudstaden Ulaanbaatar.